# Обитель зла 3
«Обитель зла 3» (англ. Resident Evil: Extinction; с англ. — «Обитель зла: Вымирание») — боевик ужасов, снятый Расселом Малкэхи по сценарию Пола У. С. Андерсона, продолжение фильма «Обитель зла 2: Апокалипсис». В США фильм собрал $50 648 679, сборы в мире — $97 763 386, что в общей сложности составило $148 412 065.

## Сюжет
Действие фильма происходит через 5 лет после событий, разворачивающихся во втором фильме. Военным не удалось сдержать Т-вирус в пределах города Раккун-сити. Вирус распространился сначала по Северной Америке, а потом перебрался на другие континенты и захватил весь мир. Причём воздействию вируса подверглись не только люди, но также животные и растения, поэтому весь мир превратился в безжизненную пустыню.
«Umbrella» продолжила своё существование, несмотря на почти полное вымирание человечества. Сотрудники корпорации укрываются в подземных комплексах, где продолжают работать над вирусом и антивирусом и проводят другие исследования. Одно из таких исследований — продолжение проекта «Элис» — попытка создать клон Элис, обладающий такими же способностями, как «оригинал». Клоны подвергаются испытаниям, но погибают, так как не дотягивают до «оригинала». Тела клонов поднимаются на поверхность и сбрасываются в траншею.
Элис путешествует в поисках топлива и продовольствия на мотоцикле по небольшим городам, так как оставаться на одном месте слишком опасно — найдут зомби; в больших городах ещё опаснее по этой же причине. Сверхчеловеческие способности Элис растут, но всё же ей приходится скрываться от обнаружения военными орбитальными спутниками (сигнал со спутника может полностью контролировать Элис).
В таком же как Элис постоянном движении находится и группа других выживших. В эту группу входят Клэр Рэдфилд, Карлос Оливера, Эл Джей, Бетти и Чейз.
Элис встречается с остальными героями во время нападения заражённых птиц. Чтобы уничтожить этих летающих зомби, Элис использует свои сверхспособности. Этот всплеск фиксируется спутником военных — Элис обнаруживает себя.
Элис показывает остальным некие записи, которые она нашла во время своих путешествий — судя по этим записям, вирус не добрался до Аляски. Все решают, что лучше рискнуть и попробовать пробраться на север. Для того, чтобы преодолеть немалый путь до Аляски, нужно горючее, которого осталось совсем немного. Маленькие городки уже опустошены, а значит, придётся ехать в большой город — Лас-Вегас, где их уже ждёт засада.
Эл Джея кусает один из зомби, однако он скрывает это. Через некоторое время, когда герои прибывают в Лас-Вегас, на них нападают «усовершенствованные» учеными Umbrella зомби. Эл Джей обращается во время сражения и умирает от рук Карлоса Оливеры, при этом успев его укусить.
Карлос Оливера не успевает превратиться в зомби, так как взрывает себя с бензовозом, расчищая путь Элис и остаткам группы выживших на североамериканскую базу «Umbrella».
Добравшись до базы корпорации, Клэр Рэдфилд и остальные садятся в вертолёт и улетают в надежде добраться до Аляски. Элис не летит с ними. Она спускается вниз, чтобы убить мутировавшего в Тирана доктора Айзекса. Она расправляется с ним в копии коридора с лазерами из первого фильма, а саму Элис от этих лазеров спасает её клон.
Компьютерная система Белая королева (Мадлен Кэрролл), «сестра» Красной королевы из первого фильма, сообщила Элис новость: её кровь — лекарство от Т-вируса. Элис во главе армии своих клонов собирается атаковать штаб-квартиру корпорации Umbrella в Токио.

## В ролях
| Актёр          | Роль                    |
| -------------- | ----------------------- |
| Милла Йовович  | Элис                    |
| Эли Лартер     | Клэр Редфилд            |
| Одед Фер       | Карлос Оливера          |
| Спенсер Лок    | Кей-Март                |
| Майк Эппс      | Эл Джей                 |
| Ашанти         | Бетти                   |
| Иэн Глен       | доктор Александр Айзекс |
| Мэттью Марсден | Алекс Слэйтер           |
| Линден Эшби    | Чейз («Снайпер-Ковбой») |
| Джейсон О'Мара | Альберт Вескер          |

## Производство
Съёмки фильма должны были проводиться в Австралии, но были перенесены в Мексику, где были очень тяжёлые условия. По их окончании режиссёр фильма Рассел Малкэхи попал в больницу — его организм был слишком изнурён съёмочным процессом. Изначально фильм должен был снимать Пол Андерсон (режиссёр первой части), но его кандидатуру отклонили продюсеры. В фильме костюмы, которые носит главная героиня Элис, были разработаны самой Миллой Йовович.
Первоначальный подзаголовок названия фильма был «Жизнь после смерти» (англ. Afterlife), которое впоследствии стало подзаголовком четвёртой части — «Обитель зла в 3D: Жизнь после смерти», однако позднее подзаголовок фильма был переименован на «Вымирание» (англ. Extinction). Официальное название фильма в российском прокате — «Обитель зла 3». Специально для фильма группа Flyleaf записала ремикс песни I am So Sick, названный T-Virus Remix.

## Прокат
Фильм вышел в прокат в России и на Украине 20 сентября 2007 года, в Мексике, США и на Тайване — 21 сентября 2007 года, в Бразилии, Швеции и Эстонии — 5 октября 2007 года. 